# Tiền xu lira Vatican
Tiền xu lira Vatican là hệ thống các đồng tiền xu dùng đơn vị lira, được phát hành tại Vatican từ khi nó chính thức trở thành quốc gia có chủ quyền sau Hiệp ước Laterano năm 1929 cho đến khi nó được thay thế bằng đồng tiền chung euro vào năm 2002.
|              | Hình ảnh                                     | Hình ảnh                                     | Các thông số đồng xu | Các thông số đồng xu | Các thông số đồng xu | Các thông số đồng xu | Hình ảnh khắc họa trên đồng xu                            | Hình ảnh khắc họa trên đồng xu                                                        | Hình ảnh khắc họa trên đồng xu | Hình ảnh khắc họa trên đồng xu | Ghi chú                                                        |
|              | Mặt chính                                    | Mặt sau                                      | Đường kính           | Cân nặng             | Loại cạnh            | Thành phần           | Mặt chính                                                 | Mặt sau                                                                               | Năm phát hành                  | Triều giáo hoàng               | Ghi chú                                                        |
| 5 Centesimi  | 1931 Vatican City 5 Centesimi.png            | 1931 Vatican City 5 Centesimi.png            | 20mm                 |                      |                      | Đồng                 | Huy hiệu Giáo hoàng giữa năm                              | Cành ô-liu giữa dòng mệnh giá                                                         | 1929-1932; 1934-1938           | Giáo hoàng Piô XI              |                                                                |
| 5 Centesimi  |                                              |                                              | 20mm                 |                      |                      | Đồng                 | Huy hiệu Giáo hoàng giữa hai năm 1933 và 1934             | Cành ô-liu giữa dòng mệnh giá                                                         | 1933-1934                      | Giáo hoàng Piô XI              | Năm kỷ niệm (Jubilee)                                          |
| 5 Centesimi  |                                              |                                              |                      |                      |                      | Nhôm-Đồng            | Huy hiệu Giáo hoàng giữa năm                              | Cành ô-liu giữa dòng mệnh giá                                                         | 1939-1941                      | Giáo hoàng Piô XII             |                                                                |
| 5 Centesimi  |                                              |                                              |                      |                      |                      | Đồng thau            | Chân dung Giáo hoàng Piô XII                              | Chim bồ câu                                                                           | 1942-1946                      | Giáo hoàng Piô XII             |                                                                |
| 10 Centesimi | 1931 Vatican City 10 Centesimi.png           | 1931 Vatican City 10 Centesimi.png           |                      |                      |                      | Đồng                 | Huy hiệu Giáo hoàng giữa năm                              | Chân dung Thánh Phêrô                                                                 | 1929-1932; 1934-1938           | Giáo hoàng Piô XI              |                                                                |
| 10 Centesimi |                                              |                                              | 22mm                 |                      |                      | Đồng                 | Huy hiệu Giáo hoàng giữa hai năm 1933 và 1934             | Chân dung Thánh Phêrô                                                                 | 1933-1934                      | Giáo hoàng Piô XI              | Năm kỷ niệm (Jubilee)                                          |
| 10 Centesimi |                                              |                                              |                      |                      |                      | Nhôm-Đồng            | Huy hiệu Giáo hoàng giữa năm                              | Chân dung Thánh Phêrô                                                                 | 1939-1941                      | Giáo hoàng Piô XII             |                                                                |
| 10 Centesimi |                                              |                                              |                      |                      |                      | Đồng thau            | Chân dung Giáo hoàng Piô XII                              | Chim bồ câu                                                                           | 1942-1946                      | Giáo hoàng Piô XII             |                                                                |
| 20 Centesimi | 1931 Vatican City 20 Centesimi.png           | 1931 Vatican City 20 Centesimi.png           |                      |                      |                      | Niken                | Chân Huy hiệu Giáo hoàng chia đôi năm phát hành           | Chân dung Thánh Phao-lô                                                               | 1929-1932; 1934-1937           | Giáo hoàng Piô XI              |                                                                |
| 20 Centesimi |                                              |                                              | 21mm                 |                      |                      | Niken                | Chân Huy hiệu Giáo hoàng chia đôi năm đúc kép 1933-1934   | Chân dung Thánh Phao-lô                                                               | 1933-1934                      | Giáo hoàng Piô XI              | Năm kỷ niệm (Jubilee)                                          |
| 20 Centesimi | Vaticano 20 Centesimi 1939.jpg               | Vaticano 20 Centesimi 1939.jpg               |                      |                      |                      | Niken                | Chân Huy hiệu Giáo hoàng chia đôi năm phát hành           | Chân dung Thánh Phao-lô                                                               | 1939                           | Giáo hoàng Piô XII             |                                                                |
| 20 Centesimi | 20 Centesimi - Città del Vaticano - 1940.png | 20 Centesimi - Città del Vaticano - 1940.png |                      |                      |                      | Thép không rỉ        | Chân Huy hiệu Giáo hoàng chia đôi năm phát hành           | Chân dung Thánh Phao-lô                                                               | 1940-1941                      | Giáo hoàng Piô XII             |                                                                |
| 20 Centesimi |                                              |                                              |                      |                      |                      | Thép không rỉ        | Huy hiệu Giáo hoàng chia đôi năm phát hành, có viền quanh | Nữ thần Công Lý nắm trên tay Cán cân Công lý và Phiến Đá Lề Luật                      | 1942-1946                      | Giáo hoàng Piô XII             |                                                                |
| 50 Centesimi |                                              |                                              | 24mm                 |                      |                      | Niken                | Chân Huy hiệu Giáo hoàng chia đôi năm phát hành           | Tổng lãnh Thiên thần Micae                                                            | 1929-1932; 1934-1937           | Giáo hoàng Piô XI              |                                                                |
| 50 Centesimi |                                              |                                              | 24mm                 |                      |                      | Niken                | Chân Huy hiệu Giáo hoàng chia đôi năm đúc kép 1933-1934   | Tổng lãnh Thiên thần Micae                                                            | 1933-1934                      | Giáo hoàng Piô XI              | Năm kỷ niệm (Jubilee)                                          |
| 50 Centesimi |                                              |                                              | 24mm                 |                      |                      | Niken                | Chân Huy hiệu Giáo hoàng chia đôi năm phát hành           | Tổng lãnh Thiên thần Micae                                                            | 1939                           | Giáo hoàng Piô XII             |                                                                |
| 50 Centesimi |                                              |                                              | 24mm                 |                      |                      | Thép không gỉ        | Chân Huy hiệu Giáo hoàng chia đôi năm phát hành           | Tổng lãnh Thiên thần Micae                                                            | 1940-1941                      | Giáo hoàng Piô XII             |                                                                |
| 50 Centesimi |                                              |                                              | 24mm                 |                      |                      | Thép không gỉ        | Huy hiệu Giáo hoàng chia đôi năm phát hành, có viền quanh | Nữ thần Công Lý nắm trên tay Cán cân Công lý và Phiến Đá Lề Luật                      | 1942-1946                      | Giáo hoàng Piô XII             |                                                                |
| 1 Lira       |                                              |                                              |                      |                      |                      | Niken                | Chân Huy hiệu Giáo hoàng chia đôi năm phát hành           | Bà Maria đứng trên Địa cầu và hình [trăng] lưỡi liềm                                  | 1929-1932; 1934-1937           | Giáo hoàng Piô XI              |                                                                |
| 1 Lira       |                                              |                                              | 27mm                 |                      |                      | Niken                | Chân Huy hiệu Giáo hoàng chia đôi năm đúc kép 1933-1934   | Bà Maria đứng trên Địa cầu và hình [trăng] lưỡi liềm                                  | 1933-1934                      | Giáo hoàng Piô XI              | Năm kỷ niệm (Jubilee)                                          |
| 1 Lira       |                                              |                                              |                      |                      |                      | Niken                | Chân Huy hiệu Giáo hoàng chia đôi năm phát hành           | Bà Maria đứng trên Địa cầu và hình [trăng] lưỡi liềm                                  | 1939                           | Giáo hoàng Piô XII             |                                                                |
| 1 Lira       |                                              |                                              | 26.65mm              | 7.86g                | Có khía              | Thép không gỉ        | Chân Huy hiệu Giáo hoàng chia đôi năm phát hành           | Bà Maria đứng trên Địa cầu và hình [trăng] lưỡi liềm                                  | 1940-1941                      | Giáo hoàng Piô XII             |                                                                |
| 1 Lira       |                                              |                                              |                      |                      |                      | Thép không gỉ        | Huy hiệu Giáo hoàng chia đôi năm phát hành, có viền quanh | Nữ thần Công Lý nắm trên tay Cán cân Công lý và Phiến Đá Lề Luật                      | 1942-1946                      | Giáo hoàng Piô XII             |                                                                |
| 1 Lira       |                                              |                                              | 21.5mm               |                      |                      | Nhôm                 | Huy hiệu Giáo hoàng chia đôi năm phát hành, có viền quanh | Nữ thần Công Lý nắm trên tay Cán cân Công lý và Phiến Đá Lề Luật                      | 1947-1949                      | Giáo hoàng Piô XII             | Giảm kích thước                                                |
| 1 Lira       |                                              |                                              | 21.5mm               |                      |                      | Nhôm                 | Huy hiệu Giáo hoàng                                       | Cửa Thánh, năm bằng số La Mã                                                          | 1950                           | Giáo hoàng Piô XII             | Năm Thánh 1950                                                 |
| 1 Lira       | 1953 Vatican City 1 lira.png                 | 1953 Vatican City 1 lira.png                 | 17mm                 | 0.62g                | Nhẵn                 | Nhôm                 | Huy hiệu Giáo hoàng                                       | Một người đàn ông rót một dung dịch vào bát, đại diện cho "Sự Ôn hòa"                 | 1951-1953; 1955; 1957-1958     | Giáo hoàng Piô XII             | Giảm kích thước lần 2                                          |
| 1 Lira       |                                              |                                              | 17mm                 |                      | Nhẵn                 | Nhôm                 | Huy hiệu Giáo hoàng                                       | Một người đàn ông rót một dung dịch vào bát, đại diện cho "Sự Ôn hòa"                 | 1956                           | Giáo hoàng Piô XII             | Chữ "Anno" ở mặt chính được viết tắt là "A."                   |
| 1 Lira       |                                              |                                              | 17mm                 |                      | Nhẵn                 | Nhôm                 | Huy hiệu Giáo hoàng                                       | Một người phụ nữ quỳ gối, chuyển dung dịch từ bình sang bát, đại diện cho "Sự Ôn hòa" | 1959-1960                      | Giáo hoàng Gioan XXIII         | Chữ "Anno" ở mặt chính được viết tắt là "AN"                   |
| 1 Lira       |                                              |                                              | 17mm                 |                      | Nhẵn                 | Nhôm                 | Huy hiệu Giáo hoàng                                       | Một người phụ nữ quỳ gối, chuyển dung dịch từ bình sang bát, đại diện cho "Sự Ôn hòa" | 1961-1962                      | Giáo hoàng Gioan XXIII         | Chữ "Anno" ở mặt chính được viết tắt là "A"                    |
| 1 Lira       |                                              |                                              | 17mm                 |                      | Nhẵn                 | Nhôm                 | Huy hiệu Giáo hoàng                                       | Chim bồ câu bay trong luồng ánh sáng                                                  | 1962                           | Giáo hoàng Gioan XXIII         | Xu kỷ niệm "Công đồng Đại kết II"                              |
| 1 Lira       |                                              |                                              | 17mm                 |                      | Nhẵn                 | Nhôm                 | Huy hiệu Giáo hoàng                                       | Một người phụ nữ quỳ gối, chuyển dung dịch từ bình sang bát, đại diện cho "Sự Ôn hòa" | 1963                           | Giáo hoàng Phaolô VI           | Chữ "Anno" ở mặt chính được viết tắt là "AN"                   |
| 1 Lira       |                                              |                                              | 17mm                 |                      | Nhẵn                 | Nhôm                 | Huy hiệu Giáo hoàng                                       | Một người phụ nữ quỳ gối, chuyển dung dịch từ bình sang bát, đại diện cho "Sự Ôn hòa" | 1964-1965                      | Giáo hoàng Phaolô VI           | Chữ "Anno" ở mặt chính được viết tắt là "A"                    |
| 1 Lira       |                                              |                                              | 17mm                 |                      | Nhẵn                 | Nhôm                 | Chân dung Giáo hoàng                                      | Người chăn chiên vác chiên trên vai                                                   | 1966                           | Giáo hoàng Phaolô VI           |                                                                |
| 1 Lira       |                                              |                                              | 17mm                 |                      | Nhẵn                 | Nhôm                 | Huy hiệu Giáo hoàng                                       | Hai chìa khóa đan chéo và thanh kiếm                                                  | 1967                           | Giáo hoàng Phaolô VI           |                                                                |
| 1 Lira       |                                              |                                              | 17mm                 |                      | Nhẵn                 | Nhôm                 | Chân dung Giáo hoàng                                      | Thánh giá được tạo thành bởi những bông lúa mì                                        | 1968                           | Giáo hoàng Phaolô VI           | Seri F.A.O.                                                    |
| 1 Lira       |                                              |                                              | 17mm                 |                      | Nhẵn                 | Nhôm                 | Chân dung Giáo hoàng                                      | Thiên thần nằm, tay phải nâng thánh giá                                               | 1969                           | Giáo hoàng Phaolô VI           | Seri F.A.O.                                                    |
| 1 Lira       |                                              |                                              | 17mm                 |                      |                      | Nhôm                 | Huy hiệu Giáo hoàng                                       | Những cành lá cọ                                                                      | 1970-1974; 1976-1977           | Giáo hoàng Phaolô VI           | Seri F.A.O.                                                    |
| 1 Lira       |                                              |                                              | 17mm                 |                      |                      | Nhôm                 | Huy hiệu Giáo hoàng                                       | Người mẹ chơi đùa cùng con                                                            | 1975                           | Giáo hoàng Phaolô VI           | Năm Thánh                                                      |
| 2 Lire       |                                              |                                              | 29mm                 |                      |                      | Niken                | Chân Huy hiệu Giáo hoàng chia đôi năm phát hành           | Người chăn chiên vác chiên trên vai                                                   | 1929-1932; 1934-1937           | Giáo hoàng Piô XI              |                                                                |
| 2 Lire       |                                              |                                              | 30mm                 |                      |                      | Niken                | Chân Huy hiệu Giáo hoàng chia đôi năm đúc kép 1933-1934   | Người chăn chiên vác chiên trên vai                                                   | 1933-1934                      | Giáo hoàng Piô XI              | Năm kỷ niệm (Jubilee)                                          |
| 2 Lire       |                                              |                                              | 29mm                 |                      |                      | Niken                | Chân Huy hiệu Giáo hoàng chia đôi năm phát hành           | Người chăn chiên vác chiên trên vai                                                   | 1939                           | Giáo hoàng Piô XII             |                                                                |
| 2 Lire       |                                              |                                              | 29mm                 | 10g                  |                      | Thép không gỉ        |                                                           | Người chăn chiên vác chiên trên vai                                                   | 1940-1941                      | Giáo hoàng Piô XII             |                                                                |
| 2 Lire       |                                              |                                              | 29mm                 |                      |                      | Thép không gỉ        | Huy hiệu Giáo hoàng chia đôi năm phát hành, có viền quanh | Nữ thần Công Lý nắm trên tay Cán cân Công lý và Phiến Đá Lề Luật                      | 1942-1946                      | Giáo hoàng Piô XII             |                                                                |
| 2 Lire       |                                              |                                              |                      |                      |                      | Nhôm                 | Huy hiệu Giáo hoàng chia đôi năm phát hành, có viền quanh | Nữ thần Công Lý nắm trên tay Cán cân Công lý và Phiến Đá Lề Luật                      | 1947-1949                      | Giáo hoàng Piô XII             |                                                                |
| 2 Lire       |                                              |                                              |                      |                      |                      | Nhôm                 | Chân dung Giáo hoàng                                      | Chim bồ câu và Vương cung Thánh Đường Thánh Phêrô                                     | 1950                           | Giáo hoàng Piô XII             | Năm Thánh                                                      |
| 2 Lire       |                                              |                                              | 18mm                 | 0.8g                 | Khía                 | Nhôm                 | Huy hiệu Giáo hoàng                                       | Dũng sĩ đứng cảnh sư tử                                                               | 1951-1953; 1955-1958           | Giáo hoàng Piô XII             |                                                                |
| 2 Lire       |                                              |                                              | 18mm                 | 0.8g                 | Khía                 | Nhôm                 | Huy hiệu Giáo hoàng                                       | Dũng sĩ ngồi cạnh sư tử                                                               | 1959-1960                      | Giáo hoàng Gioan XXIII         | Chữ "Anno" ở mặt chính được viết tắt là "AN"                   |
| 2 Lire       |                                              |                                              | 18mm                 | 0.8g                 | Khía                 | Nhôm                 | Huy hiệu Giáo hoàng                                       | Dũng sĩ ngồi cạnh sư tử                                                               | 1961-1962                      | Giáo hoàng Gioan XXIII         | Chữ "Anno" ở mặt chính được viết tắt là "A"                    |
| 2 Lire       |                                              |                                              | 18mm                 |                      |                      | Nhôm                 | Huy hiệu Giáo hoàng                                       | Chim bồ câu bay trong luồng ánh sáng                                                  | 1962                           | Giáo hoàng Gioan XXIII         | Xu kỷ niệm "Công đồng Đại kết II"                              |
| 2 Lire       |                                              |                                              | 18mm                 | 0.8g                 | Khía                 | Nhôm                 | Huy hiệu Giáo hoàng                                       | Dũng sĩ cầm khiên, ngồi cạnh sư tử                                                    | 1963                           | Giáo hoàng Phaolô VI           | Chữ "Anno" ở mặt chính được viết tắt là "AN"                   |
| 2 Lire       |                                              |                                              | 18mm                 | 0.8g                 | Khía                 | Nhôm                 | Huy hiệu Giáo hoàng                                       | Dũng sĩ cầm khiên, ngồi cạnh sư tử                                                    | 1964-1965                      | Giáo hoàng Phaolô VI           | Chữ "Anno" ở mặt chính được viết tắt là "A"                    |
| 2 Lire       |                                              |                                              | 18mm                 | 0.8g                 | Khía                 | Nhôm                 | Chân dung Giáo hoàng                                      | Người chăn chiên vác chiên trên vai                                                   | 1966                           | Giáo hoàng Phaolô VI           |                                                                |
| 2 Lire       |                                              |                                              | 18mm                 | 0.8g                 | Khía                 | Nhôm                 | Huy hiệu Giáo hoàng                                       | Mũ triều thiên Giáo hoàng, Thánh giá đảo ngược và chìa khóa                           | 1967                           | Giáo hoàng Phaolô VI           |                                                                |
| 2 Lire       |                                              |                                              | 18mm                 | 0.8g                 | Khía                 | Nhôm                 | Chân dung Giáo hoàng                                      | Những người đứng cạnh nhau khi ăn                                                     | 1968                           | Giáo hoàng Phaolô VI           | "Biểu tượng phép lạ hóa bánh ra nhiều" (bữa ăn cho 5000 người) |
| 2 Lire       |                                              |                                              | 18mm                 | 0.8g                 | Khía                 | Nhôm                 | Chân dung Giáo hoàng                                      | Thiên thần bay lơ lửng                                                                | 1969                           | Giáo hoàng Phaolô VI           |                                                                |
| 2 Lire       |                                              |                                              | 18mm                 | 0.8g                 | Khía                 | Nhôm                 | Huy hiệu Giáo hoàng                                       | Con chiên đang đứng                                                                   | 1970-1977                      | Giáo hoàng Phaolô VI           |                                                                |
| 2 Lire       |                                              |                                              | 18mm                 | 0.8g                 | Khía                 | Nhôm                 | Huy hiệu Giáo hoàng                                       | Hòa giải giữa anh em                                                                  | 1975                           | Giáo hoàng Phaolô VI           | Năm Thánh                                                      |
| 5 Lire       |                                              |                                              | 23mm                 | 5g                   |                      | 83.5% Bạc            | Chân dung Giáo hoàng                                      | Thánh phêrô trên một con thuyền                                                       | 1929-1932; 1934-1937           | Giáo hoàng Piô XI              |                                                                |
| 5 Lire       |                                              |                                              | 23mm                 | 5g                   |                      | 83.5% Bạc            | Chân dung Giáo hoàng                                      | Thánh phêrô trên một con thuyền (Năm kép 1933-1934)                                   | 1933-1934                      | Giáo hoàng Piô XI              | Năm Thánh                                                      |
| 5 Lire       |                                              |                                              | 23mm                 | 5g                   |                      | 83.5% Bạc            | Huy hiệu Hồng y (Nhiếp chính) Eugenio Pacelli             | Bồ câu và một nửa Mặt Trời                                                            | 1939                           | Trống tòa 1939                 | Thời kỳ trống tòa năm 1939                                     |
| 5 Lire       | Vatican_City_1939_5_lire.png                 | Vatican_City_1939_5_lire.png                 | 23mm                 | 5g                   |                      | 83.5% Bạc            | Chân dung Giáo hoàng                                      | Thánh phêrô trên một con thuyền                                                       | 1939-1941                      | Giáo hoàng Piô XII             |                                                                |
| 5 Lire       |                                              |                                              | 23mm                 | 5g                   |                      | 83.5% Bạc            | Chân dung Giáo hoàng                                      | Hình tượng Caritas-Lòng Trắc ẩn được vây quanh bởi các thiếu nhi                      | 1942-1946                      | Giáo hoàng Piô XII             |                                                                |
| 5 Lire       |                                              |                                              | 26.5mm               |                      |                      | Nhôm                 | Chân dung Giáo hoàng                                      | Hình tượng Caritas-Lòng Trắc ẩn được vây quanh bởi các thiếu nhi                      | 1947-1949                      | Giáo hoàng Piô XII             | Tăng kích thước, đổi thành phần                                |
| 5 Lire       |                                              |                                              | 26.5mm               |                      |                      | Nhôm                 | Chân dung Giáo hoàng                                      | Giáo hoàng trong cửa Năm Thánh, bao quanh bởi các nhân vật khác                       | 1950                           | Giáo hoàng Piô XII             | Năm Thánh                                                      |
| 5 Lire       |                                              |                                              | 20mm                 | 1g                   |                      | Nhôm                 | Chân dung Giáo hoàng (hướng phải)                         | Hình tượng Công Lý cầm kiếm và cân công lý (đứng)                                     | 1951-1953; 1955-1958           | Giáo hoàng Piô XII             | Giảm kích thước, chữ "Anno" ở mặt chính được viết tắt là "AN"  |
| 5 Lire       |                                              |                                              | 20mm                 | 1g                   |                      | Nhôm                 | Chân dung Giáo hoàng (hướng phải)                         | Hình tượng Công Lý cầm kiếm và cân công lý (đứng)                                     | 1956-1958                      | Giáo hoàng Piô XII             | Chữ "Anno" ở mặt chính được viết tắt là "A"                    |
| 5 Lire       |                                              |                                              | 20mm                 |                      |                      | Nhôm                 | Chân dung Giáo hoàng (hướng phải)                         | Hình tượng Công Lý cầm kiếm và cân công lý (quỳ)                                      | 1959                           | Giáo hoàng Gioan XXIII         | chữ "Anno" ở mặt chính được viết tắt là "AN"                   |
| 5 Lire       |                                              |                                              | 20mm                 |                      |                      | Nhôm                 | Chân dung Giáo hoàng (hướng phải)                         | Hình tượng Công Lý cầm kiếm và cân công lý (quỳ)                                      | 1960-1962                      | Giáo hoàng Gioan XXIII         | Chữ "Anno" ở mặt chính được viết tắt là "A"                    |
| 5 Lire       |                                              |                                              | 20mm                 |                      |                      | Nhôm                 | Chân dung Giáo hoàng (hướng phải)                         | Chim bồ câu bay trong luồng ánh sáng                                                  | 1962                           | Giáo hoàng Gioan XXIII         | Xu kỷ niệm "Công đồng Đại kết II"                              |
| 5 Lire       |                                              |                                              | 20mm                 |                      |                      | Nhôm                 | Chân dung Giáo hoàng (hướng phải)                         | Hình tượng Công Lý cầm kiếm và cân công lý (ngồi)                                     | 1963                           | Giáo hoàng Phaolô VI           | chữ "Anno" ở mặt chính được viết tắt là "AN"                   |
| 5 Lire       |                                              |                                              | 20mm                 |                      |                      | Nhôm                 | Chân dung Giáo hoàng (hướng phải)                         | Hình tượng Công Lý cầm kiếm và cân công lý (ngồi)                                     | 1964-1965                      | Giáo hoàng Phaolô VI           | Chữ "Anno" ở mặt chính được viết tắt là "A"                    |
| 5 Lire       |                                              |                                              | 20mm                 |                      |                      | Nhôm                 | Chân dung Giáo hoàng (hướng trái)                         | Người chăn chiên vác chiên trên vai                                                   | 1966                           | Giáo hoàng Phaolô VI           |                                                                |
| 5 Lire       |                                              |                                              | 20mm                 |                      |                      | Nhôm                 | Chân dung Giáo hoàng (hướng phải)                         | Hai chìa khóa đan chéo và thanh kiếm                                                  | 1967                           | Giáo hoàng Phaolô VI           |                                                                |
| 5 Lire       |                                              |                                              | 20mm                 |                      |                      | Nhôm                 | Chân dung Giáo hoàng (hướng phải)                         | Đức mẹ Vụ Mùa và các nhánh lúa mì                                                     | 1968                           | Giáo hoàng Phaolô VI           | Seri F.A.O.                                                    |
| 5 Lire       |                                              |                                              | 20mm                 |                      |                      | Nhôm                 | Chân dung Giáo hoàng (hướng trái)                         | Thiên thần nằm, tay phải nâng thánh giá                                               | 1969                           | Giáo hoàng Phaolô VI           | Seri F.A.O.                                                    |
| 5 Lire       |                                              |                                              | 20mm                 |                      |                      | Nhôm                 | Huy hiệu Giáo hoàng                                       | Bồ nông gắp thức ăn cho các con                                                       | 1970-1977                      | Giáo hoàng Phaolô VI           | Seri F.A.O.                                                    |
| 5 Lire       |                                              |                                              | 20mm                 |                      |                      | Nhôm                 | Huy hiệu Giáo hoàng                                       | Một người phụ nữ nhận phước lành từ một nhân vật đang ngồi                            | 1975                           | Giáo hoàng Phaolô VI           | Năm Thánh                                                      |
| 5 Lire       |                                              |                                              | 20mm                 |                      |                      | Nhôm                 | Huy hiệu Giáo hoàng                                       | Một nhân vật đang đứng                                                                | 1978                           | Giáo hoàng Phaolô VI           |                                                                |
| 10 Lire      |                                              |                                              | 27mm                 | 10g                  |                      | 83.5% bạc            | Chân dung Giáo hoàng (hướng trái)                         | Đức Bà Nữ Vương Hòa Bình bồng trẻ sơ sinh                                             | 1929-1932; 1934-1937           | Giáo hoàng Piô XI              |                                                                |
| 10 Lire      |                                              |                                              | 27mm                 | 10g                  |                      | 83.5% bạc            | Chân dung Giáo hoàng (hướng trái)                         | Đức Bà Nữ Vương Hòa Bình bồng trẻ sơ sinh (năm kép 1933-1934)                         | 1933-1934                      | Giáo hoàng Piô XI              | Năm Thánh                                                      |
| 10 Lire      |                                              |                                              | 27mm                 | 10g                  |                      | 83.5% bạc            | Huy hiệu Hồng y (Nhiếp chính) Eugenio Pacelli             | Bồ câu và một nửa Mặt Trời                                                            | 1939                           | Trống tòa 1939                 | Thời kỳ trống tòa năm 1939                                     |
| 10 Lire      |                                              |                                              | 27mm                 | 10g                  |                      | 83.5% bạc            | Chân dung Giáo hoàng (hướng trái)                         | Đức Bà Nữ Vương Hòa Bình bồng trẻ                                                     | 1939-1941                      | Giáo hoàng Piô XII             |                                                                |
| 10 Lire      |                                              |                                              | 27mm                 | 10g                  |                      | 83.5% bạc            | Chân dung Giáo hoàng (hướng trái)                         | Hình tượng Caritas-Lòng Trắc ẩn được vây quanh bởi các thiếu nhi                      | 1942-1946                      | Giáo hoàng Piô XII             |                                                                |
| 10 Lire      |                                              |                                              | 29mm                 |                      |                      | Nhôm                 | Chân dung Giáo hoàng (hướng trái)                         | Hình tượng Caritas-Lòng Trắc ẩn được vây quanh bởi các thiếu nhi                      | 1947-1949                      | Giáo hoàng Piô XII             | Tăng kích thước, đổi thành phần                                |
| 10 Lire      | 1950 Vatican City 10 lire.png                | 1950 Vatican City 10 lire.png                | 29mm                 |                      |                      | Nhôm                 | Chân dung Giáo hoàng (hướng phải)                         | Đoàn đồng tế tiến vào Cửa Thánh                                                       | 1950                           | Giáo hoàng Piô XII             | Năm Thánh                                                      |
| 10 Lire      | 1951 Vatican City 10 lire.png                | 1951 Vatican City 10 lire.png                | 23mm                 | 1g                   |                      | Nhôm                 | Chân dung Giáo hoàng (hướng trái)                         | Hình tượng của sự "Khôn ngoan" đang đứng                                              | 1951-1953; 1955; 1957-1958     | Giáo hoàng Piô XII             | Giảm kích thước, chữ "Anno" ở mặt chính được viết tắt là "AN"  |
| 10 Lire      |                                              |                                              | 23mm                 |                      |                      | Nhôm                 | Chân dung Giáo hoàng (hướng trái)                         | Hình tượng của sự "Khôn ngoan" đang đứng                                              | 1956                           | Giáo hoàng Piô XII             | Chữ "Anno" ở mặt chính được viết tắt là "A"                    |
| 10 Lire      |                                              |                                              | 23mm                 |                      |                      | Nhôm                 | Chân dung Giáo hoàng (hướng trái)                         | Hình tượng của sự "Khôn ngoan" đang quỳ, cầm một con rắn và một vật thể               | 1959                           | Giáo hoàng Gioan XXIII         | Chữ "Anno" ở mặt chính được viết tắt là "AN"                   |
| 10 Lire      |                                              |                                              | 23mm                 |                      |                      | Nhôm                 | Chân dung Giáo hoàng (hướng trái)                         | Hình tượng của sự "Khôn ngoan" đang quỳ, cầm một con rắn và một vật thể               | 1960-1962                      | Giáo hoàng Gioan XXIII         | Chữ "Anno" ở mặt chính được viết tắt là "A"                    |
| 10 Lire      |                                              |                                              | 23mm                 |                      |                      | Nhôm                 | Chân dung Giáo hoàng (hướng trái)                         | Chim bồ câu bay trong luồng ánh sáng                                                  | 1962                           | Giáo hoàng Gioan XXIII         | Xu kỷ niệm "Công đồng Đại kết II"                              |
| 10 Lire      |                                              |                                              | 23mm                 |                      |                      | Nhôm                 | Chân dung Giáo hoàng (hướng trái)                         | Hình tượng của sự "Khôn ngoan" đang đứng                                              | 1963                           | Giáo hoàng Phaolô VI           | Chữ "Anno" ở mặt chính được viết tắt là "AN"                   |
| 10 Lire      |                                              |                                              | 23mm                 |                      |                      | Nhôm                 | Chân dung Giáo hoàng (hướng trái)                         | Hình tượng của sự "Khôn ngoan" đang đứng                                              | 1964-1965                      | Giáo hoàng Phaolô VI           | Chữ "Anno" ở mặt chính được viết tắt là "A"                    |
| 10 Lire      |                                              |                                              | 23mm                 |                      |                      | Nhôm                 | Chân dung Giáo hoàng (hướng trái)                         | Người chăn chiên vác chiên trên vai                                                   | 1966                           | Giáo hoàng Phaolô VI           |                                                                |
| 10 Lire      |                                              |                                              | 23mm                 |                      |                      | Nhôm                 | Chân dung Giáo hoàng (hướng trái)                         | Mũ triều thiên Giáo hoàng, Thánh giá đảo ngược và chìa khóa                           | 1967                           | Giáo hoàng Phaolô VI           |                                                                |
| 10 Lire      |                                              |                                              | 23mm                 |                      |                      | Nhôm                 | Chân dung Giáo hoàng (hướng trái)                         | Sự kiện cho 5.000 người ăn (Hóa bánh ra nhiều)                                        | 1968                           | Giáo hoàng Phaolô VI           | Seri F.A.O.                                                    |
| 10 Lire      |                                              |                                              | 23mm                 |                      |                      | Nhôm                 | Chân dung Giáo hoàng (hướng trái)                         | Thiên thần bay lơ lửng                                                                | 1969                           | Giáo hoàng Phaolô VI           | Seri F.A.O.                                                    |
| 10 Lire      |                                              |                                              | 23mm                 |                      |                      | Nhôm                 | Huy hiệu Giáo hoàng                                       | Cá                                                                                    | 1970-1977                      | Giáo hoàng Phaolô VI           | Seri F.A.O.                                                    |
| 10 Lire      |                                              |                                              | 23mm                 |                      |                      | Nhôm                 | Huy hiệu Giáo hoàng                                       | Giao ước giữa Thiên Chúa và loài người                                                | 1975                           | Giáo hoàng Phaolô VI           | Năm Thánh                                                      |
| 10 Lire      |                                              |                                              | 23mm                 |                      |                      | Nhôm                 | Huy hiệu Giáo hoàng                                       | Một người quỳ gối                                                                     | 1978                           | Giáo hoàng Phaolô VI           |                                                                |
| 10 Lire      |                                              |                                              | 23mm                 |                      |                      | Nhôm                 | Chân dung Giáo hoàng (hướng trái)                         | Hình tượng của sự "Ôn hòa" trong tư thế đứng                                          | 1979-1980                      | Giáo hoàng Gioan Phaolô II     |                                                                |
| 10 Lire      |                                              |                                              | 23mm                 |                      |                      | Nhôm                 | Chân dung Giáo hoàng (hướng trái)                         | Chúa Giêsu được cho nước tại giếng                                                    | 1981                           | Giáo hoàng Gioan Phaolô II     |                                                                |
| 10 Lire      |                                              |                                              | 23mm                 |                      |                      | Nhôm                 | Chân dung Giáo hoàng (hướng phải)                         | Sự tạo thành người nữ                                                                 | 1982                           | Giáo hoàng Gioan Phaolô II     |                                                                |
| 10 Lire      |                                              |                                              | 23mm                 |                      |                      | Nhôm                 | Giáo hoàng ngước nhìn lên thánh giá                       | Giáo viên và học sinh                                                                 | 1983                           | Giáo hoàng Gioan Phaolô II     |                                                                |
| 10 Lire      |                                              |                                              | 23mm                 |                      |                      | Nhôm                 | Chân dung Giáo hoàng (hướng trái)                         | Bàn tay nắm một bó hoa                                                                | 1984                           | Giáo hoàng Gioan Phaolô II     |                                                                |
| 10 Lire      |                                              |                                              | 23mm                 |                      |                      | Nhôm                 | Chân dung Giáo hoàng (hướng trái)                         | Thiên thần với Sách Kinh Thánh theo thánh Mát-thêu                                    | 1985                           | Giáo hoàng Gioan Phaolô II     |                                                                |
| 10 Lire      |                                              |                                              | 23mm                 |                      |                      | Nhôm                 |                                                           | Bà Maria đang ngồi                                                                    | 1986                           | Giáo hoàng Gioan Phaolô II     |                                                                |
| 10 Lire      |                                              |                                              | 23mm                 |                      |                      | Nhôm                 | Chân dung Giáo hoàng (hướng phải)                         | Vương cung Thánh đường và tượng Pietà                                                 | 1987                           | Giáo hoàng Gioan Phaolô II     |                                                                |
| 10 Lire      |                                              |                                              | 23mm                 |                      |                      | Nhôm                 | Chân dung Giáo hoàng (hướng phải)                         | Con rắn trên cây giữa người nam và người nữ                                           | 1988                           | Giáo hoàng Gioan Phaolô II     | Chủ đề: Adam và Eva bị cám dỗ                                  |
| 10 Lire      |                                              |                                              | 23mm                 |                      |                      | Nhôm                 |                                                           | Một người ngồi nhìn vào một người đang đứng                                           | 1989                           | Giáo hoàng Gioan Phaolô II     | Chủ đề: Đức Giêsu là Thầy Giảng                                |
| 10 Lire      |                                              |                                              | 23mm                 |                      |                      | Nhôm                 | Chân dung Giáo hoàng (chếch về phía trái)                 | Hai Thánh Phêrô và Phaolô                                                             | 1990                           | Giáo hoàng Gioan Phaolô II     |                                                                |
| 10 Lire      |                                              |                                              | 23mm                 |                      |                      | Nhôm                 | Chân dung Giáo hoàng (hướng trái)                         | Hình tượng một người đàn ông cầm quyển sách                                           | 1991                           | Giáo hoàng Gioan Phaolô II     |                                                                |
| 10 Lire      |                                              |                                              | 23mm                 |                      |                      | Nhôm                 | Chân dung Giáo hoàng (hướng phải)                         | Ong đậu trên cành hoa                                                                 | 1992                           | Giáo hoàng Gioan Phaolô II     |                                                                |
| 10 Lire      |                                              |                                              | 23mm                 |                      |                      | Nhôm                 | Chân dung Giáo hoàng                                      | Thuyền buồm                                                                           | 1993                           | Giáo hoàng Gioan Phaolô II     |                                                                |
| 10 Lire      |                                              |                                              | 23mm                 |                      |                      | Nhôm                 | Chân dung Giáo hoàng (hướng trái)                         | Một số người đang trồng cây                                                           | 1994                           | Giáo hoàng Gioan Phaolô II     |                                                                |
| 10 Lire      |                                              |                                              | 23mm                 |                      |                      | Nhôm                 |                                                           | Hình tượng "thuyết giảng"                                                             | 1995                           | Giáo hoàng Gioan Phaolô II     |                                                                |
| 10 Lire      |                                              |                                              | 23mm                 |                      |                      | Nhôm                 | Chân dung Giáo hoàng (hướng trái)                         | Hình tượng một nhân vật bế trẻ sơ sinh, đi về hướng trái                              | 1996                           | Giáo hoàng Gioan Phaolô II     |                                                                |
| 10 Lire      |                                              |                                              | 23mm                 |                      |                      | Nhôm                 | Chân dung Giáo hoàng (hướng phải)                         | Hình tượng người gieo giống và thiên thần thổi kèn                                    | 1997                           | Giáo hoàng Gioan Phaolô II     |                                                                |
| 10 Lire      |                                              |                                              | 23mm                 | 1.6g                 |                      | Nhôm                 | Chân dung Giáo hoàng (hướng phải)                         | Một nhân vật đứng giữa hai nhân vật đang ngồi                                         | 1998                           | Giáo hoàng Gioan Phaolô II     |                                                                |
| 10 Lire      |                                              |                                              | 23.3mm               | 1.6g                 | Nhẵn                 | Nhôm                 | Chân dung Giáo hoàng (hướng phải)                         | Người mẹ, người con và đứa con sơ sinh dưới bóng cây                                  | 1999                           | Giáo hoàng Gioan Phaolô II     | Chủ đề:Tình Mẹ                                                 |
| 10 Lire      |                                              |                                              | 23.2mm               | 1.6g                 | Nhẵn                 | Nhôm                 | Huy hiệu Giáo hoàng với viền tròn                         | Giáo hoàng bế một trẻ em                                                              | 2000                           | Giáo hoàng Gioan Phaolô II     |                                                                |
| 20 Lire      |                                              |                                              | 21.25mm              | 3.6g                 |                      | Nhôm-Đồng            | Chân dung Giáo hoàng (hướng trái)                         | Hình tượng Caritas-Lòng Trắc ẩn bế một em bé và một em khác đứng cạnh                 | 1957                           | Giáo hoàng Piô XII             |                                                                |
| 20 Lire      |                                              |                                              | 21.25mm              | 5.6g                 |                      | Nhôm-Đồng            | Chân dung Giáo hoàng (hướng trái)                         | Hình tượng Caritas-Lòng Trắc ẩn bế một em bé và một em khác đứng cạnh                 | 1958                           | Giáo hoàng Piô XII             |                                                                |
| 20 Lire      |                                              |                                              | 21.25mm              | 3.6g                 |                      | Nhôm-Đồng            | Chân dung Giáo hoàng (hướng trái), đội mũ                 | Hình tượng Caritas-Lòng Trắc ẩn ngồi, được vây quanh bởi các thiếu nhi                | 1959                           | Giáo hoàng Gioan XXIII         | Chữ "Anno" ở mặt chính được viết tắt là "AN"                   |
| 20 Lire      |                                              |                                              | 21.25mm              | 3.6g                 |                      | Nhôm-Đồng            | Chân dung Giáo hoàng (hướng trái), đội mũ                 | Hình tượng Caritas-Lòng Trắc ẩn ngồi, được vây quanh bởi các thiếu nhi                | 1960-1962                      | Giáo hoàng Gioan XXIII         | Chữ "Anno" ở mặt chính được viết tắt là "A"                    |
| 20 Lire      |                                              |                                              | 21.25mm              | 3.6g                 |                      | Nhôm-Đồng            | Chân dung Giáo hoàng (hướng trái), đội mũ                 | Chim bồ câu bay trong luồng ánh sáng                                                  | 1962                           | Giáo hoàng Gioan XXIII         | Xu kỷ niệm "Công đồng Đại kết II"                              |
| 20 Lire      |                                              |                                              | 21.25mm              | 3.6g                 |                      | Nhôm-Đồng            | Chân dung Giáo hoàng (hướng trái)                         | Hình tượng Caritas-Lòng Trắc ẩn ngồi, được vây quanh bởi các thiếu nhi                | 1963-1964                      | Giáo hoàng Phaolô VI           | Chữ "Anno" ở mặt chính được viết tắt là "AN"                   |
| 20 Lire      |                                              |                                              | 21.25mm              | 3.6g                 |                      | Nhôm-Đồng            | Chân dung Giáo hoàng (hướng trái)                         | Hình tượng Caritas-Lòng Trắc ẩn ngồi, được vây quanh bởi các thiếu nhi                | 1965                           | Giáo hoàng Phaolô VI           | Chữ "Anno" ở mặt chính được viết tắt là "A"                    |
| 20 Lire      |                                              |                                              | 21.25mm              | 3.6g                 |                      | Nhôm-Đồng            | Chân dung Giáo hoàng (hướng trái)                         | Người chăn chiên vác chiên trên vai                                                   | 1966                           | Giáo hoàng Phaolô VI           |                                                                |
| 20 Lire      |                                              |                                              | 21.25mm              | 3.6g                 |                      | Nhôm-Đồng            | Chân dung Giáo hoàng (hướng phải)                         | Thanh kiếm giữa đầu hai thánh Phaolô và Phêrô                                         | 1967                           | Giáo hoàng Phaolô VI           |                                                                |
| 20 Lire      |                                              |                                              | 21.25mm              | 3.6g                 |                      | Nhôm-Đồng            | Chân dung Giáo hoàng (hướng phải)                         | Bông lúa kết thành hình Thánh giá                                                     | 1968                           | Giáo hoàng Phaolô VI           |                                                                |
| 20 Lire      |                                              |                                              |                      |                      |                      |                      | Chân dung Giáo hoàng (hướng trái)                         | Thiên thần lơ lửng                                                                    | 1969                           | Giáo hoàng Phaolô VI           |                                                                |
|              |                                              |                                              |                      |                      |                      |                      |                                                           |                                                                                       |                                |                                |                                                                |